# Forsvarsministeriet
Forsvarsministeriet är ett ministerium i Danmark som ansvarar för landets försvar och civila beredskap. 
Historiskt har Danmarks försvar gått från att ligga direkt under kungen till att utgöra en separat organisation. Under 1600-talet bildades krigskollegiet och admiralitetet som rådgivande organ för kungen. Den organisation fanns kvar under hela enväldet (om än med namnbyten). Efter marsrevolutionen tog krigsministeriet och marineministeriet över den roll som generalitets- og kommisariatskollegiet (det dåvarande namnet på krigskollegiet) respektive admiraliteteten haft. Det nuvarande ministeriet bildades 1950 genom att krigsministeriet och marineministeriet slogs samman. Totalt har myndigheten drygt 20 000 anställda.